# Harry Glück (Sänger)

Langspielplatte von 1981

Harry Glück (* 4. September 1941 als Hartmut Maager in Marienburg, Westpreußen) ist ein ehemaliger Schlagersänger, der in den 1960er Jahren Schallplatten veröffentlichte.

## Musikalische Laufbahn
Hartmut Maager wurde im westpreußischen Marienburg geboren und wuchs als Sohn eines Oberstudienrates in Süddeutschland auf. Als Schüler begeisterte er sich für den Rock ’n’ Roll und Elvis Presley und schaffte sich eine Schlaggitarre an. Bei Probeaufnahmen des Bayerischen Rundfunks für Nachwuchstalente erregte er die Aufmerksamkeit des Musikproduzenten der Schallplattenfirma Polydor Gerhard Mendelson und wurde zu einem Probesingen eingeladen. Dort wurde er mit dem Hinweis entlassen, er solle seinen Gesangsstil, der zu sehr an Peter Kraus erinnere, ändern. Als Maager wenig später einen Nachwuchswettbewerb in Freiburg im Breisgau gewann, bekam er erneut eine Einladung von Polydor. Danach kam es zu einem Plattenvertrag, der zunächst auf ein halbes Jahr befristet war.
Die erste Schallplatte war eine Single, die im Oktober 1960 unter der Katalognummer Polydor 24 370 und dem Künstlernamen „Harry Glück“ in die Plattengeschäfte kam. Sie enthielt die beiden Titel Die Leute von heute und Nur sie. Beides waren Coverversionen von englischsprachigen Erfolgstiteln, Let’s Think About Livin mit Bob Luman und Poor Me mit Adam Faith. Nur die A-Seite mit Die Leute von heute erregte ein mäßiges Echo, lediglich beim Musiksender Radio Luxemburg lag sie vier Wochen lang in der Hitparade unter den besten Zwölf. Auch auf den nachfolgenden Singles wurden Coverversionen veröffentlicht, die jedoch erfolglos blieben.
Bei der Vermarktung der Schallplatten von Harry Glück hielt sich Polydor merklich zurück, es gab keine Pressemeldungen, keine Fernsehauftritte und nicht die üblichen bebilderten Plattenhüllen. Einzig bei Radio Luxemburg schien Harry Glück eine ausreichende Fangemeinde zu haben, der Titel seiner zweiten Single Bye-bye Josefin stieg in der Hitparade bis Platz fünf auf. Ein einziges Mal gelang es Harry Glück, einen Titel in den Top 50 des Musikfachblattes Musikmarkt zu platzieren. Es handelte sich wieder um eine Coverversion, diesmal von der Richard-Rodgers-Komposition Blue Moon, mit der die US-amerikanische Pop-Gruppe The Marcels im April 1961 einen Nummer-eins-Hit erzielen konnte. Harry Glücks deutsche Version tauchte im Juni in den Top 50 auf und erreichte als Bestwert den 13. Platz. Damit wurde er auch für eine weitere Öffentlichkeit interessant. Thomas Engel verschaffte ihm einen Auftritt in seinem Film Schlagerrevue 1962 und Musikproduzent Karl Heinz Busse baute Harry Glück 1962 in seine deutschlandweite Tournee Schlager Cocktail ein.
Obwohl Harry Glück mit Hey Baby 1962 noch einen Achtungserfolg erzielen konnte, beendete Polydor 1963 nach neun Singles den Plattenvertrag mit ihm. Karl Heinz Busse überredete ihn, unter dem Pseudonym „Tommy Frank“ 1963 und 1964 zwei weitere Singles aufzunehmen, doch sowohl eine Produktion bei Philips, als auch die Single von Decca blieben erfolglos. Den letzten Versuch unternahmen Busse und Harry Glück mit einem anderen Pseudonym. Unter dem Namen „Harald Anderson“ wurde im Mai 1965 noch einmal eine Single bei Polydor produziert, doch auch diese wurde vom Publikum ignoriert.
Damit beendete Hartmut Maager seine Laufbahn in der Musikszene. Er hatte während dieser Zeit das Abitur abgelegt und an der Pädagogischen Hochschule in Freiburg studiert. Im Herbst 1965 trat er seine erste Stelle als Lehrer an. 1981 produzierten Polydor und Bear Family gemeinsam eine Langspielplatte mit 16 Titeln der Harry-Glück-Singles unter dem Namen Hey Baby.

## Diskografie

### Vinyl-Langspielplatte
| Hey Baby Bear Family 15067, 1981 |
| Tracks: A: 1. Hey Baby, 2. Die Leute von heute, 3. Bye Bye Josefin, 4. Mich nahm das Glück bei der Hand, 5. Ich will dich immer wieder küssen, 6. Blue Moon, 7. Ich find kein Bett, 8. So ein komisches Gefühl – B: 1. Es ist wahr, 2. Nur sie, 3. Cinderella, 4. Immer nur dich, 5. Aber du warst nie treu, 6. Einmal wirst du dich verlieben, 7. Du gehst neben mir, 8. Goldener Stern |

### Vinyl-Singles
| A/B-Seite                                           | Katalog-Nr.                   | veröffentl. |
| --------------------------------------------------- | ----------------------------- | ----------- |
|                                                     | Polydor                       |             |
| Die Leute von heute / Nur sie                       | 24370                         | 10/1960     |
| Bye-bye Josefin / Mich nahm das Glück bei der Hand  | 24441                         | 02/1961     |
| Ich muß dich immer wieder küssen / So schön wie du  | 24478                         | 03/1961     |
| Blue Moon / Warum hab ich dich verloren             | 24526                         | 05/1961     |
| Es ist war / Ich find kein Bett                     | 24567                         | 08/1961     |
| Du bist Sonnenschein / Aber du warst nie treu       | 24651                         | 10/1961     |
| Cinderella / Daniela                                | 24723                         | 1/1962      |
| Hey Baby / So ein komisches Gefühl                  | 24797                         | 03/1962     |
| Goldener Stern / Immer nur dich                     | 24893                         | 08/1962     |
|                                                     | Philips (als Tommy Frank)     |             |
| Lady wunderbar / Tschau Veronika                    | 345629                        | 09/1963     |
|                                                     | Decca (als Tommy Frank)       |             |
| Allright – Okey / Mein Herz befiehlt mir            | 19619                         | 10/1964     |
|                                                     | Polydor (als Harald Anderson) |             |
| Du gehst neben mir / Einmal wirst du dich verlieben | 52499                         | 05/1965     |